# Juan José Martin
Juan José Martin Bravo (27 de octubre de 1995) es un Ingeniero, activista climático y político chileno. Entre 2021 y 2022 fue miembro de la Convención Constitucional de Chile, en representación  del distrito n° 12.

## Biografía
Como activista es cofundador y actual Presidente de Cverde, una corporación sin fines de lucro dedicada a trabajar temas de sustentabilidad desde la juventud. Además, se desempeñó como Coordinador General de la COY15 (Conferencia Mundial de la Juventud contra el Cambio Climático de las Naciones Unidas) y con Cverde recibió el Premio Nacional de Medioambiente por el proyecto Operaciones Cverde en 2018.
En 2019 fue seleccionado como Global Changemakers, una organización internacional de jóvenes que se han dedicado a hacer cambios en sus comunidades y países, a la vez, dentro de los primeros 100 jóvenes del mundo en recibir un Green Ticket para asistir las cumbres climáticas y la 74va Asamblea General en los cuarteles generales de la ONU y ese mismo año se convirtió en el Primer Negociador Joven de Chile en las Conferencias por el Cambio Climático de la UNFCCC (COP25). En 2020 fue reconocido con el premio internacional Diana Award por su labor social. En 2021 fue de la primera generación de jóvenes en recibir un Wonder Grant entregado por The Shawn Mendes Foundation para financiar proyectos de impacto social y ambiental.

## Historial electoral

### Elecciones de convencionales constituyentes de 2021
- Elecciones de convencionales constituyentes de 2021, para convencional constituyente por el distrito N.º 12 (La Florida, Puente Alto, Pirque, La Pintana y San José de Maipo).[8]